# Via Zamboni
Pour les articles homonymes, voir Zamboni (homonymie).

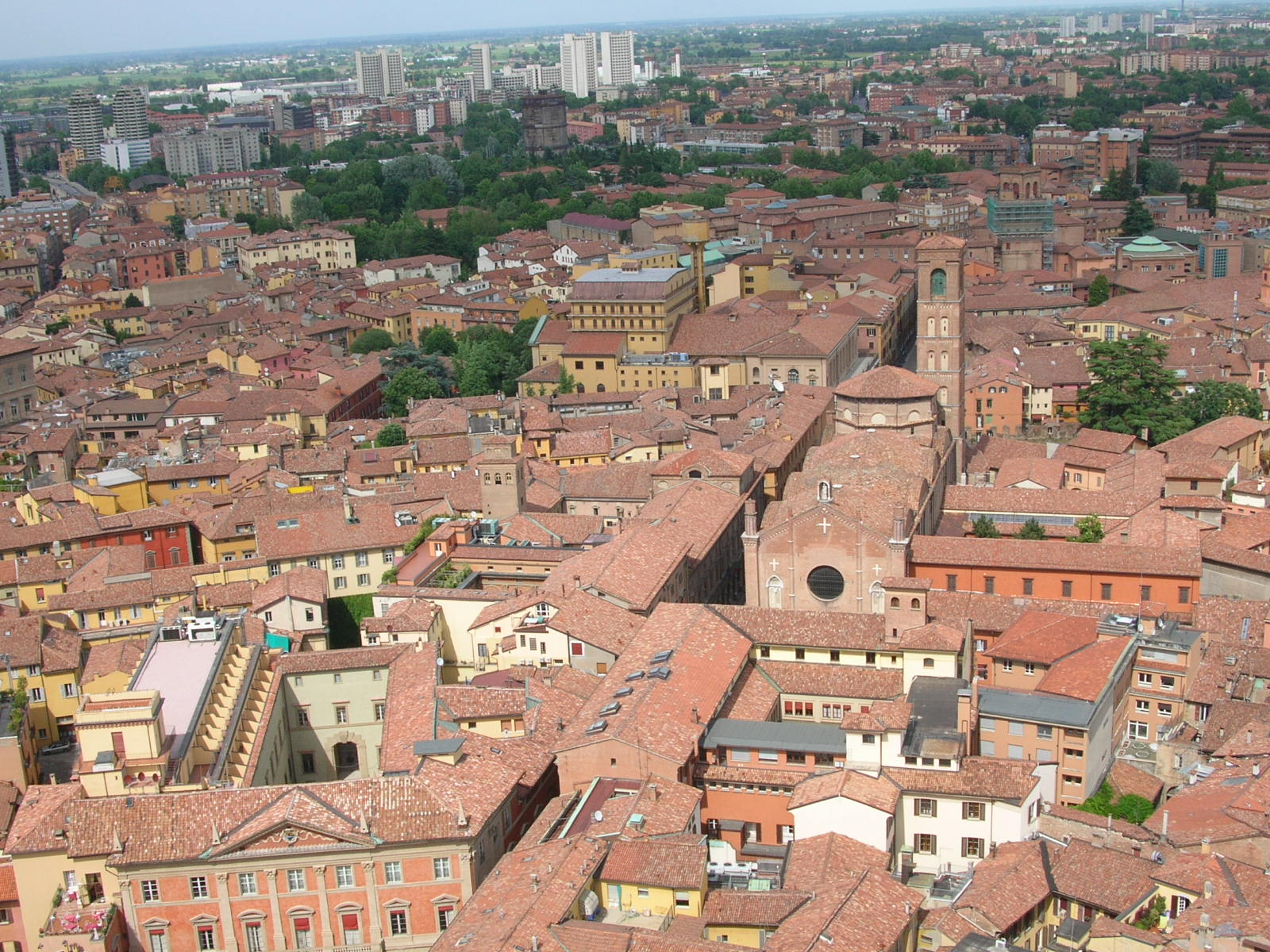
Vue du haut de la tour Asinelli : Via Zamboni, église San Giacomo Maggiore, sur le fond la zone de la foire.

Via Zamboni est une voie historique du quartier San Vitale (it) dans le centre-ville de Bologne.
Elle porte le nom de Luigi Zamboni, patriote italien du XVIIIe siècle.
Siège de l'Université de Bologne, la via Zamboni est une zone estudiantine importante. Sa numérotation débute depuis les deux tours jusqu'à la Porta San Donato.

## Architecture

### Architecture civile
- Palazzo Malvezzi de' Medici au n° 13,
- Palazzo Malvasia au n° 16,
- Palazzo Magnani au n° 20,
- Palazzo Malvezzi Campeggi au n°22,
- Palazzo Paleotti au n°25,
- Palazzo Poggi au n° 33, siège de l'Université de Bologne, abrite aussi, un espace muséal composé principalement par les collections de Luigi Ferdinando Marsigli et du musée Aldrovandi.
- Palazzo Gotti au n°34,

D'autres institutions de prestige se trouvent également dans cette rue.
- The British School Of Bologna, au n° 1
- Oratoire Santa Cecilia, au n° 15
- Teatro comunale, au n° 30
- Bibliothèque universitaire de Bologne, au n° 35 (même corps de bâtiment que le palazzo Poggi).
- La Facoltà di Lettere, au n° 38

### Architecture religieuse
- Église S. Donato, au n°10
- Église San Giacomo Maggiore, au n° 20
- Église Santa Maria Maddalena, au n° 47

### Édifices disparus
Palazzo Bentivoglio (it)

### Les places
Le tracé de la via Zamboni est jalonné de plusieurs espaces non bâtis nommés Piazza di Porta Ravegnana, Piazza Rossini, Piazza Verdi et Porta San Donato.

Vues.
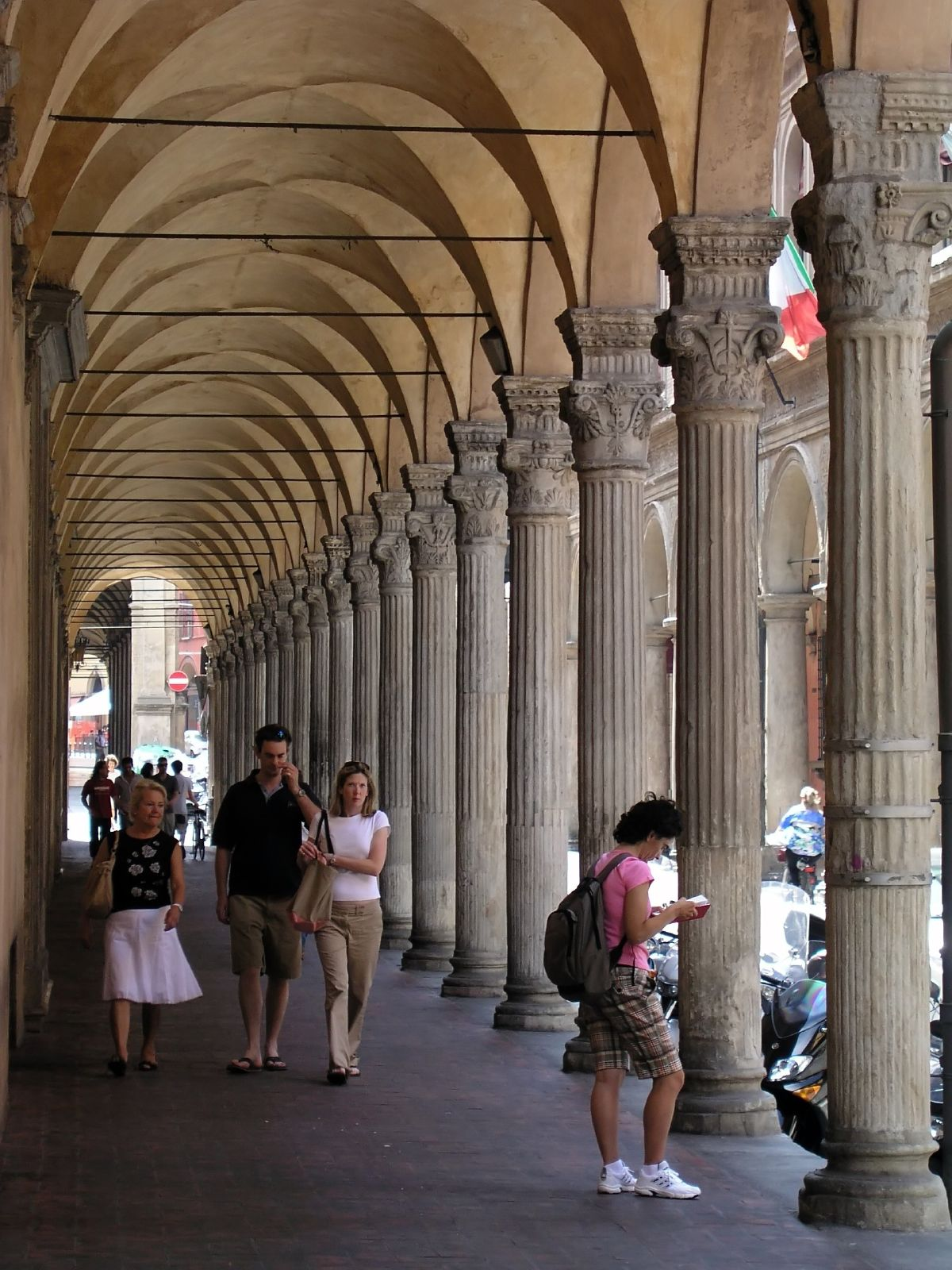
Galerie d'arcades.
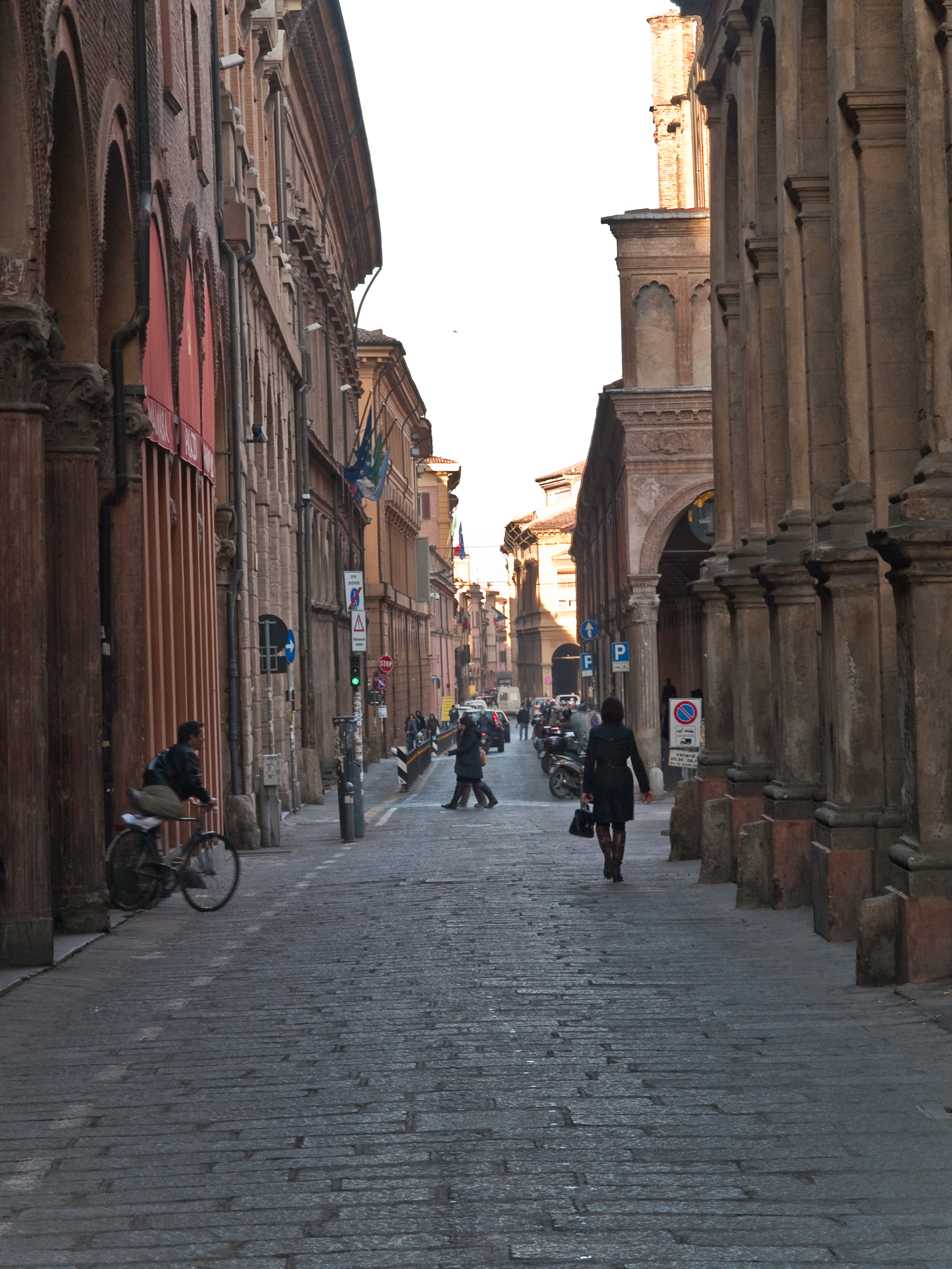
La chaussée.
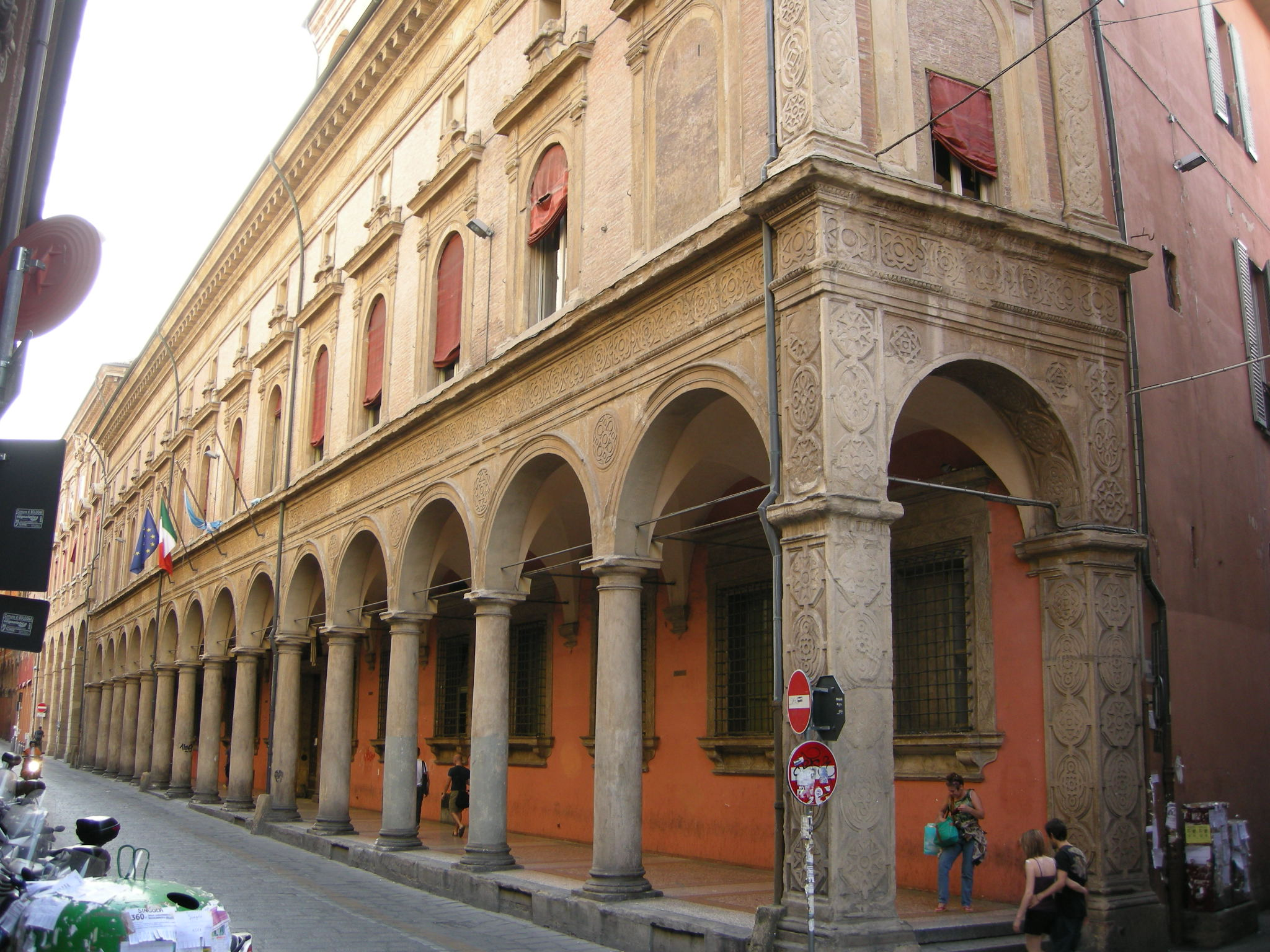
Le Palazzo Malvezzi.
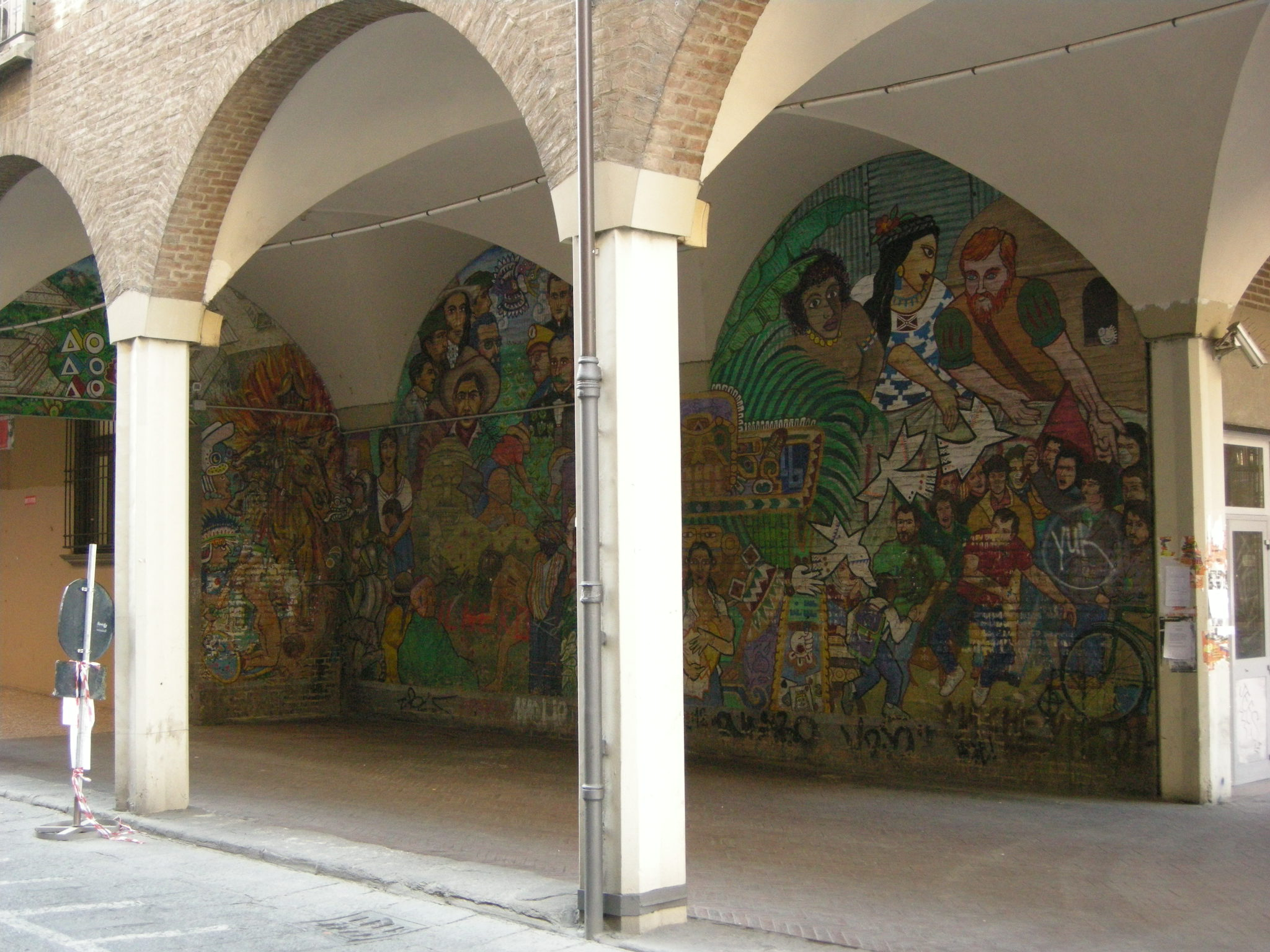
Fresques murales sous les portiques de l'Université.

## Sources
- (it) Cet article est partiellement ou en totalité issu de l’article de Wikipédia en italien intitulé « Via Zamboni » (voir la liste des auteurs).